# Grupo Aval
El Grupo Aval (conocido formalmente como Grupo Acciones y Valores S.A.) (NYSE: AVAL, BVC: GRUPOAVAL) es un conglomerado empresarial colombiano dedicado a una amplia variedad de actividades, principalmente financieras. Hace parte del índice COLCAP.
Tiene bajo su control cuatro importantes bancos de este país (Banco de Bogotá, Banco de Occidente, AV Villas y Banco Popular). También es uno de los grupos financieros más grandes de Centroamérica, teniendo la propiedad del grupo BAC Credomatic y del Banco Multibank en Panamá, además de ser el propietario de la mayor administradora de fondos de pensiones y cesantías de Colombia AFP Porvenir, que a su vez arropa al liquidador de seguridad social más importante del mercado colombiano como lo es Aportes en Línea.
El Grupo Aval se vio involucrado en el caso de corrupción de Odebrecht en Colombia, por medio de su empresa filial Corficolombiana. En agosto de 2023, Aval aceptó ante las autoridades judiciales de Estados Unidos su responsabilidad por el pago de sobornos a funcionarios públicos para obtener beneficios por la obra Ruta del Sol II, a cambio se comprometió a pagar 80 millones de dólares de multa y poder dar así por terminado el caso penal y administrativo por corrupción en contra del grupo económico.

## Historia
El 15 de abril de 1997 el Grupo cambia formalmente su denominación de Administraciones Bancarias S.A. al de Sociedad A.B. S.A., y el 5 de enero de 1998 el grupo cambia una vez más su denominación a la de Grupo Aval Acciones y Valores S.A.. Después de 1998, el Grupo Aval introduce el servicio de Banca Electrónica, el cual es integrado al portafolio de las entidades del Grupo: Banco de Bogotá, Banco de Occidente, Banco Popular y Banco AV Villas. Con esta innovación, ofrece por primera vez en el mercado colombiano un nuevo servicio a sus clientes, renovando la forma de acceder a las transacciones físicas y convirtiendo a la Internet.
Entre 1 de noviembre y 31 de diciembre de 1998, El Grupo Aval sale al mercado accionario en la recién creada Bolsa de Valores de Colombia (el Mercado de Valores Colombiano) por primera vez en la historia de la compañía. Y es allí cuando el grupo hace una oferta masiva para la participación pública del común en el grupo; con 1,200,774,970 acciones en el mercado común de acciones. El 31 de diciembre de 1999, Aval era propiedad de 40,042 accionistas. El resultado final de la oferta pública de acciones fue la venta de 312,062,341 acciones en el mercado común de acciones, por el 2.58 por ciento del total de sus acciones, con una valoración de 58,190.135.296 pesos.
En 2000 se hace una propuesta para la aparición de las acciones del Grupo Aval en el listado del Bolsa de Valores de Nueva York pero su salida al mercado estadounidense fue pospuesta debido al mal clima en los negocios en Wall Street para las economías emergentes de la época.
En 2007, Luis Carlos Sarmiento continúa como gerente de las compañías del grupo, auxiliado por su hijo Luis Carlos Sarmiento Gutiérrez, quien asumirá a su tiempo el control sobre el negocio del conglomerado.
En 2014 concretó su presencia en la bolsa de Nueva York tras un proceso que inició en 2004, con la emisión 1.874 millones de acciones preferenciales en forma de ADR's a 13,50 dólares por título, representando un valor de 1.265 millones de dólares.

### Adquisiciones y crecimiento transcontinental
En 2010 el Grupo Aval suscribió un contrato de compraventa de acciones con GE Consumer Finance, relativo a la adquisición del 100% de las acciones del Grupo BAC Credomatic, transacción que concretó a través de Leasing Bogotá S.A. Panamá, en una operación estimada en 1900 millones de dólares.
En 2013, el Grupo adquiere el 98.92% del banco BBVA Panamá, anexándolo posteriormente al Grupo BAC Credomatic. a través de Leasing Bogotá S.A. Panamá, por un monto estimado de 490 millones de dólares. En Guatemala compra el 100% de las acciones del Grupo Financiero Reformador, anexándolos posteriormente al Grupo BAC Credomatic.
En Costa Rica, compra la cartera de tarjetas de crédito y préstamos de la Corporación Servivalores, relacionados en su mayoría con clientes de Walmart Centroamérica. gracias a este acuerdo, BAC Credomatic ofrecería servicios bancarios a los clientes de Walmart en todos los países centroamericanos.
En Colombia, compra el 99,99% de las acciones de BBVA Horizonte, Sociedad Administradora de Fondos de Pensiones y Cesantías, anexándolo a AFP Porvenir.
En 2016, Credomatic de México S.A. de C.V. vende su cartera de tarjetas de crédito al Banco Invex S.A. saliendo del mercado azteca; de esta manera, BAC Credomatic concentra su desarrollo en los demás países centroamericanos.
A finales de 2019 firma, a través de su filial Leasing Bogotá S.A. Panamá, un contrato de promesa de compraventa del 100% de  Multibank Financial Group (MFG), holding del Banco Multibank Panamá, por un valor de US$728 millones, logrando así fortalecer su posición en Centroamérica y convirtiéndose (junto al BAC) en el segundo jugador más grande en Panamá por tamaño de activos, sumando más de 100.000 nuevos clientes al Grupo Aval. Aunque se espera que BAC Panamá y Multibank se fusionen, el Grupo Aval ha manifestado que, por ahora, los dos bancos funcionarán por separado, aunque compartirán la misma plataforma tecnológica.

## Unidades de negocio
Las entidades del sector financiero que forman parte de Grupo Aval son:

#### Bancos

##### En Colombia
- Banco de Bogotá
- Banco de Occidente
- Banco AV Villas
- Banco Popular

##### En Centroamérica
- BAC Credomatic
- Multibank en Panamá

#### Fondos de Pensiones y/o Cesantías
- AFP Porvenir en Colombia
- BAC San José Pensiones, Operadora de Planes de Pensiones Complementarias S.A. en Costa Rica, antes BSJ Porvenir.

#### Operador de información o soluciones tecnológicas
- Aportes en Línea

#### Comisionistas de Bolsa
Casa de Bolsa en Colombia, BAC Valores (Panamá), Inc., BAC valores Guatemala, S.A.

#### Red de Cajeros Automáticos
- Red Aval (Anteriormente ATH) - en Colombia.
- ATM Credomatic - Panamá, Costa Rica, Nicaragua, Guatemala, El Salvador y Honduras.

#### Otras operaciones en Colombia
- Corficolombiana
  - Leasing Corficolombiana

- Fiduciaria Corficolombiana

- Banco de Bogotá
  - Almaviva
  - Fiduciaria Bogotá
  - Leasing Bogotá

- Banco de Occidente
  - Leasing de Occidente
  - Fiduciaria de Occidente

- Banco Popular
  - Fiduciaria Popular
  - Alpopular

### Otras operaciones internacionales
- Banco de Bogotá Internacional (Miami, Nueva York, Panamá, Bahamas)
- Banco de Occidente Panamá,
- Occidental Bank Barbados
- Banco Corficolombiana Panamá
- BAC Credomatic (Grand Cayman, Bahamas)
- Credomatic USA.

### Operaciones otros sectores
Algunas entidades del sector real y transportes que forman parte del grupo son:
- Sector Hotelero: Cadena de Hoteles Estelar en Colombia, Perú y Panamá.[13]
- Sector energético: Promigas

### Lemas corporativos
- 1983-1997: ¡Así gana usted!
- 1997-2016: Más que un banco
- 2016-2023: Avanzando
- 2023-presente: Hacemos grupo con todo el país

## Regulación y supervisión estatal
El grupo es vigilado y supervisado por dos entidades, la Superintendencia Financiera de Colombia y la Superintendencia de Sociedades, debido a su tamaño y a que sus acciones se encuentran registradas en la Bolsa de Valores de Colombia.

## Controversias

### Caso Odebrecht
La compañía y sus dueños se encuentran potencialmente vinculados al caso de corrupción más grande de América Latina, Caso Odebrecht, por la relación que el Grupo Aval y la compañía Corficolombiana, tendrían con Odebrecht y el caso colombiano de corrupción alcanzado por la compañía brasilera. Este proceso de investigación se encuentra actualmente en curso.